# Rio Dofteana
O Rio Dofteana é um rio da Romênia, afluente do Trotuş, localizado no distrito de Bacău.